# Lewisberry, Pennsylvania
Lewisberry là một thị trấn thuộc quận York, tiểu bang Pennsylvania, Hoa Kỳ. Năm 2010, dân số của thị trấn này là 362 người.